# Marathon van Eindhoven 2010
De marathon van Eindhoven 2010 werd gelopen op zondag 10 oktober 2010. Het was de 27e editie van de marathon van Eindhoven. De Keniaan Charles Kamathi kwam als eerste over de streep in 2:07.38. De Ethiopische Atsede Habtamu won bij de vrouwen in 2:25.35.
In totaal finishten er 1463 marathonlopers.

## Uitslagen

### Mannen
| rang   | naam                   | land | tijd    |
| ------ | ---------------------- | ---- | ------- |
| Goud   | Charles Kamathi        | KEN  | 2:07.38 |
| Zilver | Nicholas Chelimo       | KEN  | 2:07.38 |
| Brons  | Paul Biwott            | KEN  | 2:07.40 |
| 4      | Yared Dagnaw           | ERI  | 2:08.13 |
| 5      | Alfred Kering          | KEN  | 2:09.17 |
| 6      | Cosmos Koech           | KEN  | 2:09.25 |
| 7      | Joseph Ngeny           | KEN  | 2:09.51 |
| 8      | Nathan Naibei          | KEN  | 2:12.59 |
| 9      | Dadi Urige             | ETH  | 2:13.25 |
| 10     | Julius Muriuki         | KEN  | 2:16.58 |
| 11     | Lander Vandroogenbroek | BEL  | 2:19.40 |
| 13     | Stijn Fincioen         | BEL  | 2:22.36 |
| 14     | Neals Strik            | NED  | 2:23.07 |
| 19     | Nico Serroen           | BEL  | 2:29.08 |

### Vrouwen
| rang   | naam              | land | tijd    |
| ------ | ----------------- | ---- | ------- |
| Goud   | Atsede Habtamu    | ETH  | 2:25.35 |
| Zilver | Tsega Gelaw       | ETH  | 2:30.10 |
| Brons  | Anne Kosgei       | KEN  | 2:31.05 |
| 4      | Sharon Tavengwa   | ZIM  | 2:33.07 |
| 5      | Workitu Ayano     | ETH  | 2:34.01 |
| 6      | Jacqueline Nytepi | KEN  | 2:36.28 |
| 7      | Sally Barsosio    | KEN  | 2:36.44 |
| 8      | Risper Kimaiyo    | KEN  | 2:37.54 |
| 9      | Lydia Njeri       | KEN  | 2:39.12 |
| 10     | Heleen Plaatzer   | NED  | 2:43.02 |
| 14     | Marisa Hopmans    | NED  | 2:57.36 |

1959 ·
1960 ·
1982 ·
1984 ·
1986 ·
1988 ·
1990 ·
1991 ·
1992 ·
1993 ·
1994 ·
1995 ·
1996 ·
1997 ·
1998 ·
1999 ·
2000 ·
2001 ·
2002 ·
2003 ·
2004 ·
2005 ·
2006 ·
2007 ·
2008 ·
2009 ·
2010 ·
2011 ·
2012 ·
2013 ·
2014 ·
2015 ·
2016 ·
2017 ·
2018 ·
2019 ·
2020 ·
2021 ·
2022 ·
2023 ·
2024 ·
2025